# Pachybrachis aragonicus
Pachybrachis aragonicus es una especie de insecto coleóptero de la familia Chrysomelidae.
Fue descrita científicamente en 1981 por Tempère & Rapilly.